# Jacques Sarazin

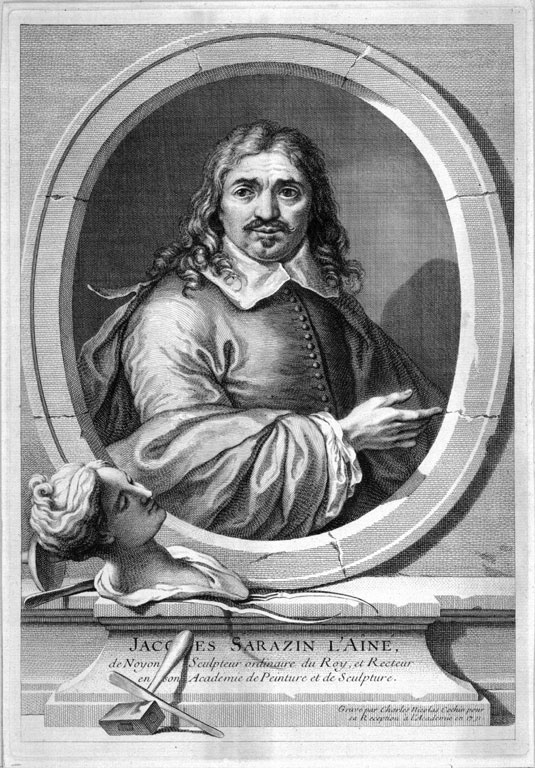
Jacques Sarazin, Porträt von Charles-Nicolas Cochin, ca. 1731

Jacques Sarazin, auch Sarrazin geschrieben, (* 1592 in Noyon; † 3. Dezember 1660 in Paris) war ein französischer Bildhauer des Barock.
Er lernte und arbeitete in Rom von 1610 bis 1627 bei Jean Languille, einem französischen Holzschnitzer, und kam mit zeitgenössischen Barockkünstlern zusammen, vor allem dem Maler Domenichino aus Bologna und dem flämischen Bildhauer François Duquesnoy.
1631 heiratete er die Nichte Simon Vouets, nach dessen Anweisungen er zehn Jahre arbeitete. Anschließend beteiligte er sich nach der Fronde an den Arbeiten am Louvre, bei denen er von 1639 bis 1642 die Ausstattung leitete.
1648 war er einer der Gründer der Académie royale de peinture et de sculpture, als deren Direktor in den Jahren von 1654 bis 1660 fungierte.

## Werke
- Vier Musen am Parnassus-Brunnen der Residenz des Kardinals Pietro Aldobrandini in Frascati unter der Regie Domenichinos (1619)
- Atlantiden in Stuck in zwei römischen Kirchen, ebenfalls unter Leitung Domenichinos(1629)
- Himmelfahrt Mariens und Engel auf dem Retabel in der Kirche Saint-Nicolas-des-Champs (1629)
- Ausstattung des Schlosses Wideville bei Crespières unter Leitung Simon Vouets (1635)
- Ausstattung des Schloss Chantemesle, ebenfalls unter Leitung Simon Vouets (1637)
- Die Enfants à la chèvre (Kinder mit Ziege, 1640)
- Vier Paare von Karyatiden, die den Giebel des Pavillon de l’Horloge von Jacques Le Mercier am Louvre stützen (1641)
- Bronzen im Monument du cœur für Henri II. de Bourbon, Fürst von Condé, im Schloss Chantilly (1648)
- Ausstattung des Schlosses Maisons-Laffitte von François Mansart
- Bronzebüste Ludwigs XIV. als Kind
- Zwei Engel in Silber am Monument du cœur für Ludwig XIII., im Chor der Kirche Saint-Louis-des-Jésuites (heute Saint-Paul-Saint-Louis) (1645)
- Priant des Kardinals Pierre de Bérulle (1657)